# Savignac-de-Nontron
Savignac-de-Nontron è un comune francese di 194 abitanti situato nel dipartimento della Dordogna nella regione della Nuova Aquitania.

## Società

### Evoluzione demografica
Abitanti censiti